# Landersdorf (Gemeinde Krems)
Landersdorf ist ein Stadtteil von Krems an der Donau.

## Geografie
Der an der ehemaligen Mündung der Krems in die Donau gelegene Ort ist heute Teil eines großen Siedlungsgebietes, das sich von Krems bis nach Rohrendorf erstreckt.
Landersdorf ist gleichzeitig eine der Katastralgemeinden von Krems. Die Grenze zum südlich anschließenden Stadtteil Lerchenfeld (KG Weinzierl bei Krems) ist der Mittergriesweg.

## Geschichte
Landersdorf wurde erstmalig im Jahr 1004 in Urkunden der Abtei Sankt Peter in Salzburg erwähnt und damals „Laentrichsdorf“ geschrieben. In alten Grundbüchern wird der Ort auch unter „Eisenthür“ geführt. Die Fürstpropstei Berchtesgaden herrschte über den Ort und errichtete am westlichen Ortseingang einen Lesehof, der im 18. Jahrhundert veräußert wurde. Nach mehreren Besitzerwechseln gelangte das einstöckige Gebäude im 19. Jahrhundert an die Freiherrn von Guretzky und Kornitz, die es anfangs als Sommersitz nutzten und späzer gänzlich hier wohnten. Der Hof wurde im frühen 20. Jahrhundert wegen Baufälligkeit abgebrochen. In den Jahren nach 1938 wurde der Ortsteil industrialisiert und mit den Fabriksanlagen entstanden auch zahlreiche Wohnhäuser.

## Besondere Gebäude
siehe auch: Liste der denkmalgeschützten Objekte in Krems-Landersdorf
- Die um 1960 errichtete Pfarrkirche Krems-Lerchenfeld ist für Landersdorf und Lerchenfeld zuständig. Trotz des Namens liegt sie bereits in Landersdorf.
- Die Ortskapelle an der Landersdorfer Straße wurde um 1850 errichtet.
- Das 1898 errichtete Wasserpumpwerk der Stadt Krems liegt an der Stadtgrenze.

## Persönlichkeiten
- Johann Nordmann (1820–1887), Journalist und Reiseschriftsteller